# Паскуцкий, Николай Антонович
Николай Антонович Паскуцкий (9 ноября 1894 — 28 июля 1938) — советский государственный деятель, 1-й заместитель народного комиссара земледелия СССР. 

## Биография
Родился в городе Каменец-Подольский (по другим данным на станции Флорешты Юго-Западной железной дороги) в семье железнодорожного мастера.
Окончил железнодорожное училище в Ашхабаде. В 1915 году мобилизован в царскую армию. После Февральской революции 1917 года член солдатского комитета 12-й армии Северно-Западного фронта. В 1917—1918 годах член, затем председатель Тедженского совета (бывшая Закаспийская область). Член Коммунистической партии с 1919 года. В 1919—1920 годах председатель РВС Закаспийского фронта.
В 1920—1925 годах председатель Среднеазиатского экономического совета. В 1925—1928 заместитель председателя СНК и председатель Госплана Туркменской ССР. С 1928 года заместитель наркома земледелия СССР.
Делегат XV и XVII съездов ВКП(б); на XVII съезде избирался членом Комиссии советского контроля. Награждён 2 орденами.
Арестован 28 октября 1937 года. Осуждён Военной коллегией Верховного Суда СССР по обвинению в контрреволюционной деятельности. Приговорён к расстрелу 28 июля 1938 года, приговор приведён в исполнение в тот же день на полигоне Бутово-Коммунарка. Реабилитирован 4 июля 1956 года определением Военной коллегии Верховного Суда СССР.